# Sermérieu
Sermérieu és un municipi francès situat al departament de la Isèra i a la regió d'Alvèrnia-Roine-Alps. L'any 2007 tenia 1.441 habitants.

## Demografia

### Població
El 2007 la població de fet de Sermérieu era de 1.441 persones. Hi havia 513 famílies de les quals 98 eren unipersonals (45 homes vivint sols i 53 dones vivint soles), 160 parelles sense fills, 218 parelles amb fills i 37 famílies monoparentals amb fills.
La població ha evolucionat segons el següent gràfic:
Habitants censats

### Habitatges
El 2007 hi havia 610 habitatges, 526 eren l'habitatge principal de la família, 54 eren segones residències i 30 estaven desocupats. 582 eren cases i 26 eren apartaments. Dels 526 habitatges principals, 439 estaven ocupats pels seus propietaris, 74 estaven llogats i ocupats pels llogaters i 13 estaven cedits a títol gratuït; 5 tenien una cambra, 14 en tenien dues, 60 en tenien tres, 140 en tenien quatre i 307 en tenien cinc o més. 433 habitatges disposaven pel capbaix d'una plaça de pàrquing. A 216 habitatges hi havia un automòbil i a 280 n'hi havia dos o més.

### Piràmide de població
La piràmide de població per edats i sexe el 2009 era:
| Homes | Edats   | Dones |
| ----- | ------- | ----- |
| 0     | 95 o +  | 0     |
| 0     | 90 a 94 | 8     |
| 0     | 85 a 89 | 12    |
| 8     | 80 a 84 | 4     |
| 8     | 75 a 79 | 20    |
| 24    | 70 a 74 | 16    |
| 20    | 65 a 69 | 16    |
| 24    | 60 a 64 | 36    |
| 20    | 55 a 59 | 32    |
| 56    | 50 a 54 | 40    |
| 56    | 45 a 49 | 40    |
| 48    | 40 a 44 | 48    |
| 32    | 35 a 39 | 48    |
| 28    | 30 a 34 | 28    |
| 44    | 25 a 29 | 40    |
| 36    | 20 a 24 | 32    |
| 48    | 15 a 19 | 52    |
| 48    | 10 a 14 | 28    |
| 40    | 5 a 9   | 64    |
| 28    | 0 a 4   | 36    |

## Economia
El 2007 la població en edat de treballar era de 934 persones, 721 eren actives i 213 eren inactives. De les 721 persones actives 652 estaven ocupades (370 homes i 282 dones) i 69 estaven aturades (24 homes i 45 dones). De les 213 persones inactives 73 estaven jubilades, 60 estaven estudiant i 80 estaven classificades com a «altres inactius».

### Ingressos
El 2009 a Sermérieu hi havia 568 unitats fiscals que integraven 1.521 persones, la mediana anual d'ingressos fiscals per persona era de 19.486 €.

### Activitats econòmiques
Dels 50 establiments que hi havia el 2007, 1 era d'una empresa extractiva, 1 d'una empresa alimentària, 2 d'empreses de fabricació d'altres productes industrials, 19 d'empreses de construcció, 4 d'empreses de comerç i reparació d'automòbils, 4 d'empreses de transport, 1 d'una empresa d'hostatgeria i restauració, 1 d'una empresa d'informació i comunicació, 3 d'empreses financeres, 5 d'empreses immobiliàries, 2 d'empreses de serveis, 4 d'entitats de l'administració pública i 3 d'empreses classificades com a «altres activitats de serveis».
Dels 18 establiments de servei als particulars que hi havia el 2009, 1 era un taller de reparació d'automòbils i de material agrícola, 2 paletes, 3 guixaires pintors, 3 fusteries, 5 lampisteries, 2 electricistes, 1 perruqueria i 1 agència immobiliària.
Dels 3 establiments comercials que hi havia el 2009, 2 eren botiges de menys de 120 m² i 1 una fleca.
L'any 2000 a Sermérieu hi havia 24 explotacions agrícoles que ocupaven un total de 616 hectàrees.

## Equipaments sanitaris i escolars
El 2009 hi havia una escola elemental.

## Poblacions més properes
El següent diagrama mostra les poblacions més properes.